# Feel Bullish
Bullish è un aggettivo di provenienza inglese, ormai d'uso internazionale, che deriva dal termine bull ovvero toro. Letteralmente significa "sentirsi come un toro".
Essendo il toro uno dei due animali-simbolo della finanza (l'altro è l'orso - in inglese bear), il termine bullish definisce un mercato in rialzo, in opposizione al mercato bear o bearish, che tende invece al ribasso.
Dato che un andamento bullish o rialzista incoraggia la speranza di profitti futuri e genera fiducia tra gli investitori, il termine sta allargando il proprio campo semantico. Oggi viene definita bullish una persona o un atteggiamento caratterizzato da energia, dinamismo, determinazione, self-confidence, ottimismo.
La famosa statua del Charging Bull (noto anche come il toro di Wall Street), opera dello scultore italoamericano Arturo Di Modica, situata nel Bowling Green Park vicino a Wall Street a New York City, rappresenta i valori veicolati dal termine bullish.